# Косраэ (аэропорт)
Международный аэропорт Косраэ (ИАТА: KSA, ИКАО: PTSA) — аэропорт, обслуживающий Косраэ, самый восточный штат Федеративных Штатов Микронезии. Он расположен на искусственном острове в пределах окаймляющего рифа примерно в 150 метрах от побережья и соединен с главным островом дамбой.
Аэропорт постоянно обслуживается авиакомпанией United Airlines (бывшая Continental Micronesia). С июня 2015 года Nauru Airlines делает остановки в Косраэ раз в неделю в каждом направлении между Науру и Чууком.